# Vendégh Sándor
Vendégh Sándor (Nagyigmánd, 1927. január 10. – Budapest, 2008. május 17.) egyetemi tanár, prof. emeritus. Nagyigmánd nagyközség díszpolgára. Emlékét 2009 óta szülőfalujában, Nagyigmándon kopjafa őrzi a Csiszár-kútnál.

## Életpályája
Pedagógiai tanulmányait Budapesten folytatta. 1952-ben kapott tanári képesítést. 1952-1953-ban tanársegéd volt Budapesten az Apáczai Csere János Pedagógiai Főiskolán, majd 1953-1956 között adjunktus az ELTE Bölcsészettudományi Karán, 1957-1959 között pedig a Bánki Donát Gépipari Technikum igazgatóhelyettese. 1959-1960 között a Művelődésügyi Minisztérium Nemzetiségi Osztályát vezette, közreműködött a cigánysággal kapcsolatos 1961. június 20-i MSZMP PB-határozat megalkotásában. A Művelődési Minisztériumban a Szakoktatási Főosztályt vezette 1960-tól 1980-ig. (Az 1961-es, szakképzést átszervező oktatási törvény egyik megalkotója.) 1965-től aspiráns. Bölcsészdoktori, majd kandidátusi értekezésének témája: „Általános képzés és szakosodás; a művelődési anyag kiválasztásának elvi alapjai a szakmai-műszaki képzésben.” Kandidátusi értekezését 1971-ben védte meg. 1973-1978 között az MTA Pedagógiai Bizottságának tagja volt. 1973-tól a művelődési miniszter által létrehozott Szakközépiskolai Tantervi Bizottság elnöke. 1967-től az újjáalakult Magyar Pedagógiai Társaság országos elnökségének tagja; a Szakképzési Szakosztály elnöke. Az 1960-as évektől didaktikát és szakoktatás-történetet adott elő a BME Tanárképző és Pedagógiai Intézetében. 1977-től címzetes egyetemi tanár; 1979-től egyetemi nyilvános rendes tanár a GATE Tanárképző Intézetében; a Pedagógia Tanszék vezetője. Témavezetője volt „A mezőgazdasági szakmunkássá és technikussá válás pedagógiai tényezői” című diszciplináris kutatásnak. Szerkesztői tevékenysége a „Munka és Iskola”, a „Köznevelés” a „Középfokú Szakoktatás”, a „Szakképzési Szemle”, a „Pedagógiai Közlemények” című folyóiratokra és időszaki kiadványokra terjedt ki.
1995-től alapító belső tagként részt vett az ELTE Pedagógiai Doktoriskola programjának kimunkálásában. Egyidejűleg külső tagként részt vállalt a BME Szakképzés-Pedagógia Multidiszciplináris Doktori Iskolán folyó Ph.D képzésben. A Doktori Tanács és Habilitációs Bizottság tagja volt. A Ph.D képzésben végzett tevékenysége: előadó, tudományos témavezető, vizsgáztató és opponens.
1980-tól 2004-ig a Gödöllői Agrártudományi Egyetemen (ma Szent István Egyetem) oktat, a Tanárképző Intézetet vezeti.
2010 végén a Szent István Egyetem főépületében, a Gazdaság- és Társadalomtudományi Karon emlékfát állítottak a gödöllői felsőoktatás kezdetének hatvanadik, a Szent István Egyetem alapításának 10. évfordulója alkalmából, ill. a fakultás és elődei elhunyt nagynevű tanárainak tiszteletére, ahová felkerült Vendégh Sándor neve is.
Kutatási témáit a hazai szakoktatás köréből merítette. Korábbi témái voltak:
- A szakképzési rendszerek összehasonlító vizsgálata;
- Tantervi tervezés a szakképzésben;
- Az iskolarendszerű szakképzés átalakulásának fő vonulatai a XIX. sz. végén és a XX. sz.-ban;
- Az iskolarendszeren kívüli szakképzés sajátosságai és képzési funkciói;
- Az ipari és mezőgazdasági szakmunkássá és technikussá válás pedagógiai tényezői;
- A munkaműveletek és gyakorlati cselekvések tanulásának pedagógiai kérdései.

E kutatások eredményeit tanulmánykötetekben és szakfolyóiratokban adta közre. Számos munkáját német, angol, orosz és olasz szakfolyóiratok is megjelentették. Tudományos pályafutása során publikált önálló köteteinek száma húsz; a hazai és külföldi folyóiratokban publikált tanulmányainak a száma több mint száz.

## Fontosabb művei
- Általános és szakmai képzés a szakközépiskolában. A pedagógia időszerű kérdései hazánkban sorozat. Tankönyvkiadó, Budapest, 1967.
- A didaktika alapjai. A szakmai képzést nyújtó iskolák oktatói számára. Tankönyvkiadó, Budapest, 1988.
- A szakképzés a közoktatás rendszerében. Tankönyvkiadó, Budapest, 1988.

## Díjai, elismerései
- Nagyigmánd díszpolgára (2005).